# Поезд (фильм, 1964)
«Поезд» (англ. The Train) — фильм 1964 года, чёрно-белая военная драма режиссёра Джона Франкенхаймера (1964), поставленная по роману Роз Валлан «Фронт искусства» и повествующая об операции французских железнодорожников, предпринятой в августе 1944 года с целью не допустить вывоза в Германию полотен французских импрессионистов из Национальной галереи Жё-де-пом. 
Фильм, главные роли в котором исполнили Берт Ланкастер и Пол Скофилд, вышел практически в одно время с другим триллером Франкенхаймера — «Семь дней в мае».

## Сюжет
Париж, 2 августа 1944 года. 1511 день германской оккупации. В галерею Жё-де-пом прибывает немецкий полковник Курт фон Вальдхайм — большой знаток и ценитель живописи. Несмотря на протесты смотрительницы музея мадемуазель Виллар, он приказывает гауптману Шмидту упаковать в ящики картины французских импрессионистов (согласно подготовленному им списку) и подготовить для завтрашней погрузки в поезд.
Но, прибыв утром 3 августа на станцию Вэр (Вэр-сюр-Марн), полковник с негодованием узнаёт, что его приказ отменён. Диспетчер этого направления Поль Лябиш невозмутимо сообщает ему, что по приказу фельдмаршала фон Рундштедта, командующего Западным фронтом, все силы брошены на формирование поезда особой срочности с вооружением и боеприпасами. Что касается поезда с картинами, то он будет отправлен лишь тогда, когда будет разрешение («это ведь ваша армия, а не моя»). Вальдхайм заверяет Лябиша, что разрешение будет получено.
Вальдхайм прибывает к генералу фон Любицу, чтобы получить у того разрешение на отправку картин в Германию. Это непростая задача, если учесть, что генерала абсолютно не интересует искусство. Полковник делает акцент не на художественной, а на денежной ценности полотен, более понятной фон Любицу («разумно ли будет оставлять миллионы золотых марок в банке Франции? Их хватило бы на вооружение десяти бронетанковых дивизий»). Генерал с неохотой подписывает разрешение, но предупреждает полковника, что в случае ухудшения обстановки на фронте оно может быть отменено.
Позже на своей тайной сходке подпольщики, среди которых и Лябиш, обсуждают дальнейшую судьбу поезда с вооружением. Он должен прибыть в Вэр в 9:45, объясняет Лябиш, далее пять минут на сцепку бронированного паровоза и посадку противовоздушного расчёта; отправление ровно в 9:50. Спине[кто?] предлагает задержать его на станции хотя бы на десять минут — ровно в 10:00 союзники начнут бомбить Вэр. На сходке присутствует также и Виллар, которая всячески пытается убедить Лябиша не допустить гибели произведений искусства, которые должны в тот же день быть вывезены в другом поезде, сформированном по требованию Вальдхайма.
Тем временем старый машинист Буль по прозвищу Папаша, назначенный Лябишем на поезд с картинами, сидит в станционном кафе. Здесь к нему подсаживается служащий Октав и рассказывает, какой груз предстоит Булю везти в Германию и что союзники будут здесь со дня на день. А эти картины — слава Франции. Вошедший Шмидт приказывает Булю немедленно отправляться на паровоз и держать его под паром. Буль, допив свой кофе, уходит, предварительно попросив у хозяина кафе сдачу монетками в один франк.
Ровно в 9:15 Дидон занимает место машиниста на паровозе 230. Здесь находятся также кочегар и солдат охраны. Поезд с боеприпасами отходит от военных складов и начинает своё движение через весь Париж на Вэр-сюр-Марн. В это же самое время по приказу полковника фон Вальдхайма отправляется и поезд с картинами под командованием гауптмана Шмидта и с машинистом Булем. Маршрут поезда также лежит через Вэр.
В 9:45 состав с боеприпасами останавливается в Вэре. Здесь всем распоряжается военный инженер майор Геррен. По его приказу Дидон и его напарник отцепляют (не спеша) паровоз и, наконец, убирают его в сторону. Из депо выезжает Песке на бронепаровозе с зенитной бронеплощадкой, который должны прицепить к поезду; двигается сюда и противовоздушный расчёт в составе 12 солдат. Как только они подходят к бронепаровозу, Песке выпускает пар прямо на них, выигрывая ещё пару-тройку минут…
9:50. Майор Геррен наводит порядок. А в диспетчерской дежурный офицер Дитрих опрометчиво оставляет на стуле свою трубку.
9:53. Песке начинает сцепку бронепаровоза. Наверху, в диспетчерской, Лябиш пытается перевести Песке на нужный путь, но стрелки почему-то не слушаются; бронепаровоз минует свой поезд и двигается по соседнему пути. В ответ на восклицания Дитриха Лябиш достаёт из-под рычага стрелки застрявшую там трубку. Разгневанный Геррен звонит в диспетчерскую и устраивает разнос Дитриху. Но его наручные часы уже показывают ровно 10:00…
В самый разгар бомбёжки к станции подъезжает Буль и успешно проскакивает Вэр на полном ходу, несмотря на попытку Лябиша остановить его. Между тем от поезда с вооружением и боеприпасами уже ничего не осталось.

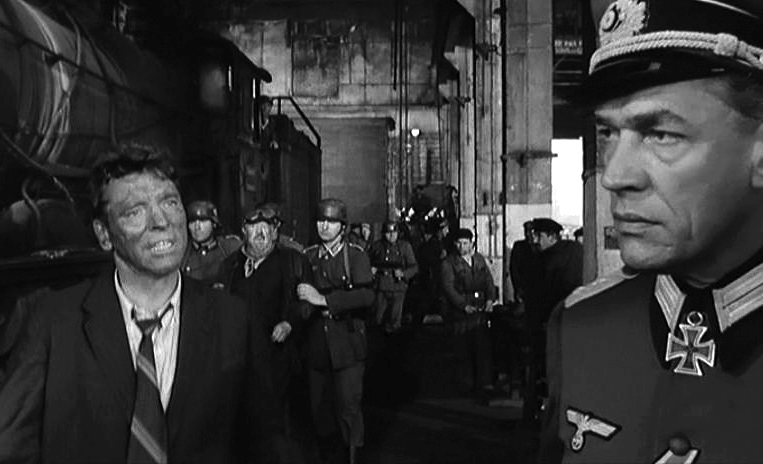
Лябиш упрашивает полковника не убивать папашу Буля

Но на ближайшей к Вэру станции Рив-Рен Буль останавливает поезд, объяснив Шмидту, что дальше ехать нельзя, так как подшипник сгорел. Паровоз отцепляется от поезда и возвращается в Вэр. Здесь майор Геррен сразу подозревает саботаж, который подтверждают найденные им у машиниста испачканные маслом однофранковые монетки: «…Даже масло не стёр… обратите внимание, полковник, нехитрый фокус — закладывают в маслёнку монету и блокируют подачу масла». По приказу Вальдхайма солдаты расстреливают Буля.
Всю ночь в разбомблённом депо кипит работа по ремонту паровоза, в которой активное участие принимает Лябиш. На следующий день всё готово, можно отправляться в Рив-Рен, где остался поезд с картинами. Лябиш с удивлением обнаруживает, что кочегаром на паровозе неожиданно оказался Дидон; он подозревает неладное. Так и есть. Дидон и Песке пытаются убедить Лябиша в необходимости задержать поезд Вальдхайма. Тем более, что они уже со всеми договорились, кроме Меца («Морис ни с кем, кроме тебя, и разговаривать не станет…»). Но Поль непреклонен…
На пути в Рив-Рен их атакует английский «спитфайр». Под пулемётным огнём на огромной скорости паровоз влетает в туннель и остаётся там, пока истребитель не улетает. Потрясённый этим Лябиш даёт, наконец, своё согласие на участие в операции.
Однако планы Лябиша нарушены Вальдхаймом — полковник неожиданно назначает его самого машинистом на свой поезд вместо Песке. Отправление назначено на семь вечера, а до этого Лябиш может немного поспать в местной гостинице, покидать которую ему запрещено. В кабинете же начальника станции Жака — единственном месте, откуда Лябиш мог связаться с Мецем — находится солдат охраны.
В это время отпущенный полковником Песке совершает поджог военного грузовика, вызвав панику с тем, чтобы Лябиш смог незаметно покинуть гостиницу через окно и добраться до станции. Затем Поль инсценирует нападение на конторку Жака (связав для вида последнего и убив охранника), после чего делает необходимый звонок в Мец и успевает вернуться в гостиницу буквально за минуту до появления Шмидта, посланного Вальдхаймом для проверки алиби Лябиша. Выручает хозяйка гостиницы, Кристина, подтвердив, что постоялец никуда не отлучался (хотя при этом она видела своими глазами, как он сбежал из гостиницы и потом вернулся назад). Это известие несколько успокаивает полковника, который уже начал допрос Жака с пристрастием.
Лябиш выслушивает неприятные слова в свой адрес от Кристины за устроенный им переполох. Но всё же он благодарен ей за спасение и даёт ей сто франков в качестве возмещения ущерба, причинённого немцами из-за него. Около семи Поль, выспавшись, покидает гостиницу, а Кристина провожает его взглядом.
Вальдхайм даёт Лябишу последние инструкции перед дорогой: «Фельдфебель Шварц поедет с вами. Последним пунктом перед германской границей будет Сент-Авольд. Там вы сделаете остановку, чтобы гауптман Шмидт мне мог позвонить…». 
Ровно в 19:00 поезд с полотнами отправляется из Рив-Рена.
Поезд Лябиша проезжает через Монмирель; дальше проходят станции Шалон-сюр-Марн, Сен-Менеуль и Верден. И вот уже Мец, в котором только что прошла бомбёжка союзников. Поезд кружит по станции, несколько раз меняет пути, прежде чем вновь выходит на нужное направление и начинает удаляться от Меца. Это, однако, немного настораживает Шварца, сидящего в кабине машиниста; по его мнению, поезд явно идёт на юг, а не на восток. Лябиш успокаивает фельдфебеля: «Сейчас вроде бы должна быть станция Ремийи? Так вот же она!» Действительно, на водонапорной башне огромными буквами написано — Ремийи. После прохода поезда человек, стоящий на башенной лестнице, сбрасывает полотно с надписью "Ремийи", обнажив настоящее название станции — Понт-а-Муссон…
Таким же образом железнодорожникам удалось замаскировать и остальные станции. Коммерси под Сен-Аволь, Витри-ле-Франсуа — под Цвайбрюккен, первую станцию на территории Германии.
Общая схема выглядела следующим образом:
- До Меца: Париж — Вэр-сюр-Марн — Рив-Рен — Монмирель — Шалон-сюр-Марн — Сен-Менеуль — Верден — Мец
- После Меца: Мец — Ремийи — Тетен — Сен-Аволь — Цвайбрюккен — и далее по германской территории.

В действительности в Меце поезд был переведён на параллельный путь и пошёл по нему обратно в Париж:
- Мец — Понт-а-Муссон (лже-Ремийи) — Сорси (лже-Тетен) — Коммерси (лже-Сен-Аволь) — Витри-ле-Франсуа (лже-Цвайбрюккен)

На подходе к Рив-Рену Лябиш и Дидон оглушают Шварца ударом по голове, разоружают его и сбрасывают с поезда. Затем Дидон отцепляет паровоз от состава и спрыгивает. За ним следует и Лябиш, предварительно разогнав локомотив до максимальной скорости; его, однако, замечает охрана и открывает по нему огонь с крыши поезда. Лябиш получает ранение в ногу, но ему удаётся уйти. Тем временем оставшийся без управления паровоз на полном ходу мчится в Рив-Рен. За ним следуют вагоны с картинами, а уже после них на стареньком локомотиве разгоняется Песке.
В это время на станции Рив-Рен Жак специально инсценирует небольшое крушение — чисто случайно какой-то локомотив с несколькими вагонами сошёл с рельсов и перегородил дорогу (а когда на место аварии прибыли двое немцев, то Жак для вида принялся отчитывать машиниста); со страшной силой в него врезается паровоз, оставленный Лябишем. Оба паровоза со скрежетом и визгом проезжают ещё с десяток метров и застывают в клубах пыли и пара. Затем в них (уже не очень сильно) врезаются вагоны с картинами. И, наконец, в последний вагон (пассажирский) свой паровоз направляет Песке, успев спрыгнуть в самый последний момент перед столкновением. При этом гибнет ехавший в том вагоне гауптман Шмидт (так и не успевший понять, в чём дело). Но и Песке не удаётся уйти живым — его убивают прибежавшие солдаты, когда он попытался сбежать.
Раненый Лябиш пробирается к Кристине. Она неохотно оставляет его у себя.
На станции взбешённый Вальдхайм расстреливает Жака и машиниста, устроившего аварию. Он требует во что бы то ни стало найти Лябиша. Тем временем в Рив-Рен из Вэра спешит Геррен с железнодорожным краном, чтобы заняться восстановительными работами.
Кристина устраивает Лябиша в подвале и сообщает ему о гибели Песке и Жака: «Зачем вы вернулись сюда? Может, вы думаете, что вы герой? Вам всё равно, будете вы жить или нет? Я знала Жака всю свою жизнь. Элен, его жена, была у меня, когда убили моего мужа. В первый год войны. А теперь моя очередь идти к ней. Мужчины так глупы. Они любят корчить из себя героев. А потом их вдовы плачут. Но им не жалко наших слёз.» 

Но Лябиш уже не тот, что был всего три дня назад: «Да, наверное, мужчины глупы. Их было больше сотни — тех, кто участвовал в операции по остановке этого поезда. Стрелочники, сигнальщики, работники станций. Кто знает, сколькие из них ещё будут расстреляны, как Жак. Вы знаете, что там, на этом поезде? Там картины. Да, картины. Искусство. Наша национальная гордость. Слава Франции!»
Чуть позже на старой полуразрушенной ферме Лябиш встречается с Дидоном и слушает его горький рассказ о последних событиях: «В Коммерси расстреляли начальника станции и телефониста. А в Меце взяли заложников и десятерых из них расстреляли. Ты помнишь Лефевра, обходчика их участка? У его сынишки была астма. Они её вылечили. В Шалоне трое убитых…»
Появляется Спине, а с ним племянник Жака Робер. Спине сообщает Лябишу, что завтра союзники все стрелки и пути на станции разбомбят, но поезд с картинами не тронут. Для этого надо его пометить — побелить крыши трёх первых вагонов. Лябиш сначала противится этому, но потом всё же соглашается.
Робер забирается на станционную крышу и, перемкнув провода, включает сирену воздушной тревоги. Когда охрана скрывается в бомбоубежище, Лябиш, Дидон и несколько других железнодорожников (которых Робер специально позвал на помощь) начинают быстро красить вагонные крыши. Отсутствие вражеской авиации, однако, настораживает Вальдхайма. Он замечает на крыше Робера, который погибает от пули лейтенанта Пильцера (самого же лейтенанта ответным выстрелом убивает Лябиш). В перестрелке гибнет также и Дидон, который так увлёкся делом, что не успел убежать. Лябишу и остальным железнодорожникам же удаётся спастись.
Уже утром при налёте союзной авиации полковник догадывается, для чего именно покрашены крыши вагонов: «Они не будут бомбить этот поезд. Вот наш пропуск в Германию!»
Далее поезд с картинами медленно движется в сторону Германии. На нём отбывают и Вальдхайм, и Геррен — ведь наступающие союзники могут появиться в любую минуту. Лябиш решает остановить поезд, подорвав паровоз (как он и планировал ранее). Однако этот вариант заранее предусмотрен полковником, поэтому на боковую площадку паровоза согнаны заложники; Поль замечает их в самый последний момент и взрывает путь перед локомотивом. На его поимку брошены солдаты, что не нравится Геррену. Он предлагает расставить охрану вдоль пути, чтобы не подпустить Лябиша на ближайшие 5—6 километров к полотну дороги и обогнать его. После Монмираля он уже будет позади.
Зная, что дорога в этом месте делает большой поворот, огибая холм, Лябиш сокращает путь, идя напрямик. Таким образом ему удаётся выиграть немного времени и оторваться от преследователей. Открыв будку путевого обходчика, он достаёт большой путевой ключ и начинает выворачивать рельсовые костыли на каждой шпале и выбивать клинья, крепящие рельсы к накладкам. Завершив это дело, Лябиш прячется в придорожных кустах. Дойдя до разобранных путей (взорванный участок был починен немцами), поезд с полотнами окончательно сходит с рельсов.
Вальдхайм, не желая признавать провал своей затеи, в отчаянии пытается конфисковать для своих ящиков грузовики с отступающими войсками и ранеными, движущиеся по пролегающему рядом с железной дорогой шоссе. Но майор, командующий колонной, отказывается ему подчиниться. Геррену он предлагает погрузить своих людей на машины и как можно скорее сматываться отсюда, пока не нагрянула французская бронетанковая дивизия, стоящая за холмом. К неудовольствию полковника, Геррен соглашается на предложение, и, расстреляв всех заложников, немцы уезжают прочь. Все, кроме Вальдхайма, который не в состоянии так просто расстаться с картинами (он отговорился тем, что подождёт другую колонну грузовиков). Здесь с ним неожиданно сталкивается Лябиш, вышедший из своего укрытия, чтобы осмотреть поезд. Полковник с презрением обвиняет Лябиша в том, что он, неуч, ничего не смыслящий в искусстве, заплатил слишком дорогую цену за полотна, которые по праву должны принадлежать ему, Вальдхайму, как представителю высшей расы. Лябиш, потрясённый видом расстрелянных заложников, не говоря ни слова, в гневе прошивает полковника очередью из трофейного автомата. Затем, прихрамывая на больную ногу, он поднимается на шоссе и медленно направляется в сторону Парижа, удаляясь всё дальше и дальше от брошенного немцами поезда…

## В ролях
- Берт Ланкастер — Поль Лябиш
- Пол Скофилд — полковник фон Вальдхайм
- Жанна Моро — Кристина
- Мишель Симон — Папаша Буль
- Сюзанн Флон — мадемуазель Виллар
- Вольфганг Прайс — майор Геррен
- Жак Марэн — Жак
- Альбер Реми — Дидон
- Шарль Мийо — Песке
- Жан Бушо — капитан Шмидт
- Дональд О'Брайен — фельдфебель Шварц
- Рихард Мюнх — генерал фон Любиц
- Артур Браусс — лейтенант Пильцер
- Жан-Пьер Золя — Октав
- Ховард Вернон — Дитрих
- Поль Бонифа — Спине
- Кристиан Фюин — Робер

## Создание
Операция французских железнодорожников августа 1944 года, показанная в картине, является вымышленной и носит собирательный характер, иллюстрируя деятельность железнодорожного подполья за все четыре года германской оккупации. В реальности же сформированный 2 августа 1944 года транспорт с полотнами импрессионистов был задержан с помощью бюрократических проволочек и сумел отъехать от Парижа не более чем на несколько километров. Въехав на кольцевую железную дорогу, поезд с картинами кружил вокруг Парижа до прибытия союзников.

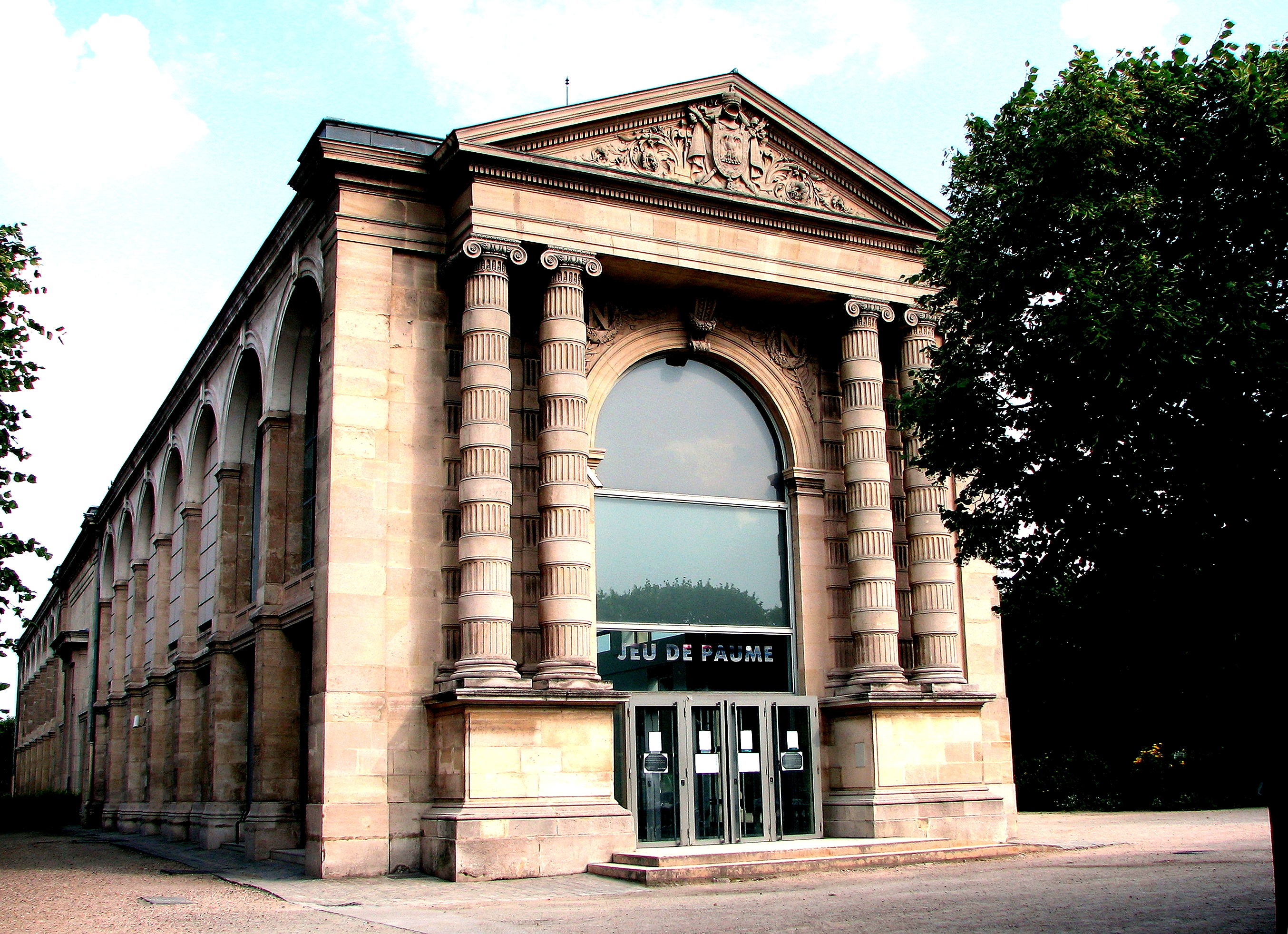
Национальная галерея «Жё-де-Пом», картины из которой изымает полковник фон Вальдхайм

Первоначально режиссёром фильма был утвержден Артур Пенн. Однако он провел только один съёмочный день и по настоянию Берта Ланкастера был заменен на Джона Франкенхаймера. Ланкастеру не понравилась концепция Пенна. Последний собирался снимать сугубо драму, уделив основное внимание, прежде всего, роли искусства в жизни людей. Почему они, рискуя жизнью, пытались спасти полотна, не очень-то и разбираясь в живописи — на этот вопрос должен был дать ответ фильм Пенна. Непосредственно самой же операции он собирался посвятить минимум экранного времени. По словам Франкенхаймера, в версии Пенна поезд не покидал станцию все первые 90 страниц сценария. На короткое время съёмки пришлось прервать, сценарий был переписан в соответствии с замыслом Ланкастера. Актёр планировал снять остросюжетную драму-боевик, рассчитанную на массового зрителя и гарантирующую кассовый успех. С приходом Франкенхаймера бюджет картины был увеличен вдвое (до 6,7 млн долларов) из-за необходимости в дорогостоящих эпизодах крушения поездов и бомбардировки станции Вер.
Берт Ланкастер сам выполняет все трюки в фильме. Также и Альбер Реми собственноручно отцепляет на ходу паровоз от вагонов с картинами. Сцена, где Поль Лябиш взбирается на холм, возвышающийся над железной дорогой, снята в долине реки Эр, недалеко от Отей-Отуйе.
Продюсеры наняли поезд для перевозки оборудования с одного места съёмок на другое. Этот поезд и выступает в фильме, как транспорт с картинами. Локомотив № 757 (типа 030С Бурбонне), направленный на сошедший с рельсов паровоз от поезда с картинами, врезался в последний на скорости 60 миль в час. Эпизод снимался в Нормандии, в Аквиньи с чрезвычайными мерами безопасности и с возможностью только одного дубля, съёмки велись сразу семью камерами. 
Сцена же крушения первого паровоза (тип 230В) снималась пятью камерами, из которых три оказались разбиты, поскольку, сойдя с рельсов, паровоз двигался с большей скоростью, чем было запланировано.
На съёмках стоял такой грохот из-за паровозов и других машин, что команды «мотор» и «снято» часто передавались специальным кодом с помощью паровозных свистко.
Основные железнодорожные сцены были сняты на сортировочной станции Аржантёй, депо Сент-Уан, в Гласьер-Жентийи, в Вэр-Торси и Гарганвилле. Воздушный налет на станцию Вэр был снят в Гарганвилле под Парижем (бывшей сортировочной станции). Команда Ли Завитца (мастера специальных эффектов), состоящая из 50 человек, в течение шести недель устанавливала и подключала пиротехнические устройства, которые потом «взорвали» станцию за одну минуту экранного времени.
Где-то в середине съёмочного процесса Берт Ланкастер взял выходной, чтобы поиграть в гольф и во время игры он упал в яму и повредил колено настолько, что мог ходить только прихрамывая. Чтобы продолжить съемки, Джон Франкенхаймер включил в картину эпизод погони за Лябишем и его ранение в ногу. А когда стало известно, что Мишель Симон не сможет завершить работу во всех запланированных с ним сценах, Франкенхаймер ввел в сценарий ещё и сцену расстрела "Папаши" Буля.

## Прокат
Фильм вышел в прокат во Франции 23 сентября 1964 года, в ФРГ — 6 ноября 1964 года, в Колумбии и Мексике — 1 июня 1965 года, в СССР — 7 сентября 1970 года.

## Наследие
В 2004 году «Нью-Йорк таймс» включил «Поезд» в 1000 самых лучших фильмов мира.